# 宝善橋駅
宝善橋駅（ほうぜんきょうえき）は、中華人民共和国浙江省杭州市拱墅区建国北路と莫衙営の交差点に位置する杭州地下鉄5号線の駅である。

## 歴史
- 2022年4月1日：開業[1]。

## 駅構造
島式ホーム1面2線を有する地下駅。

### のりば
| 番線       | 路線    | 行先                       |
| ---------- | ------- | -------------------------- |
| 北・西方面 | ■ 5号線 | 南湖東方面                 |
| 南・東方面 | ■ 5号線 | 城站・火車南站・姑娘橋方面 |

（出典：杭港地铁 宝善桥站 （中国語））

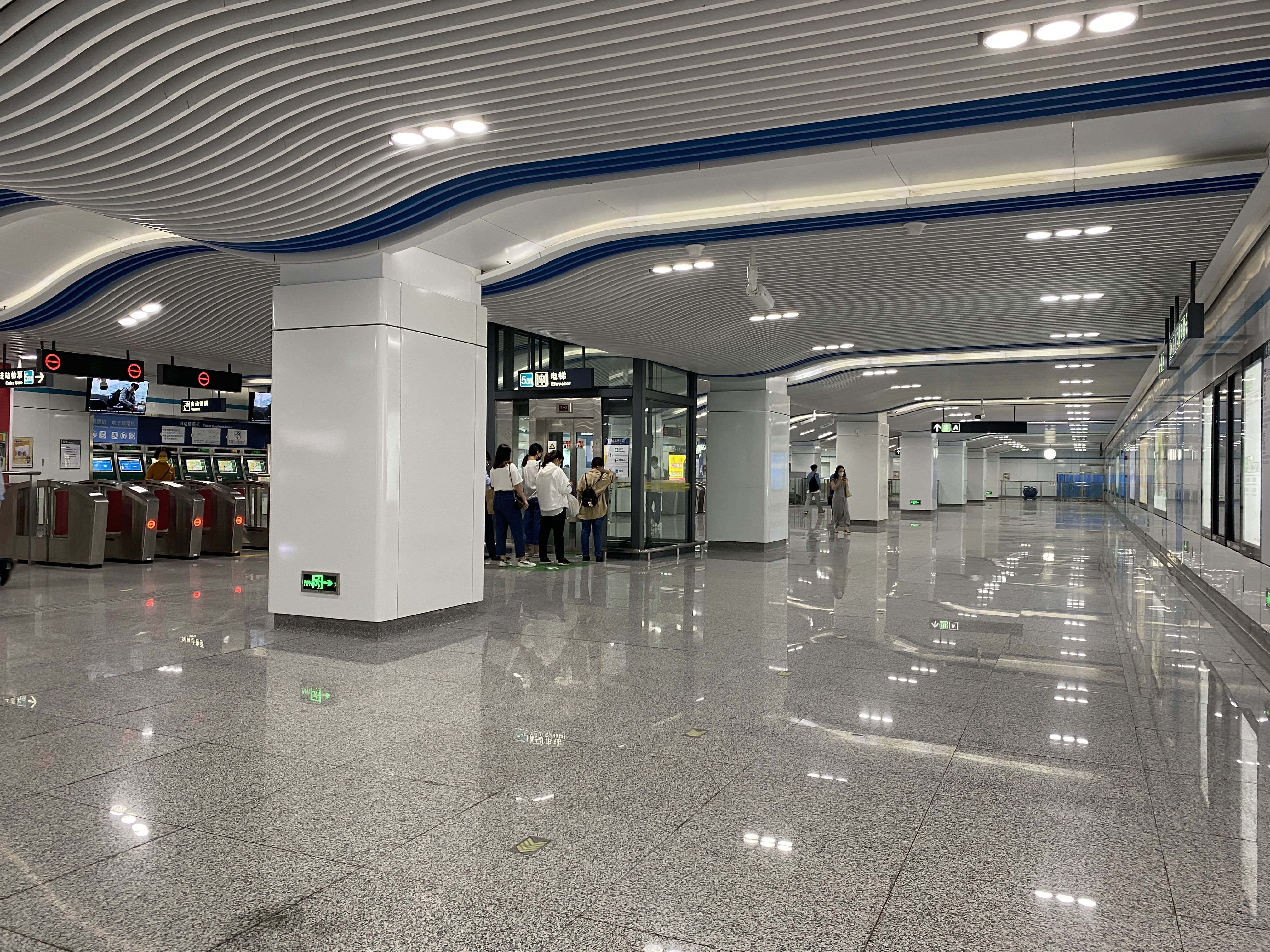
コンコース
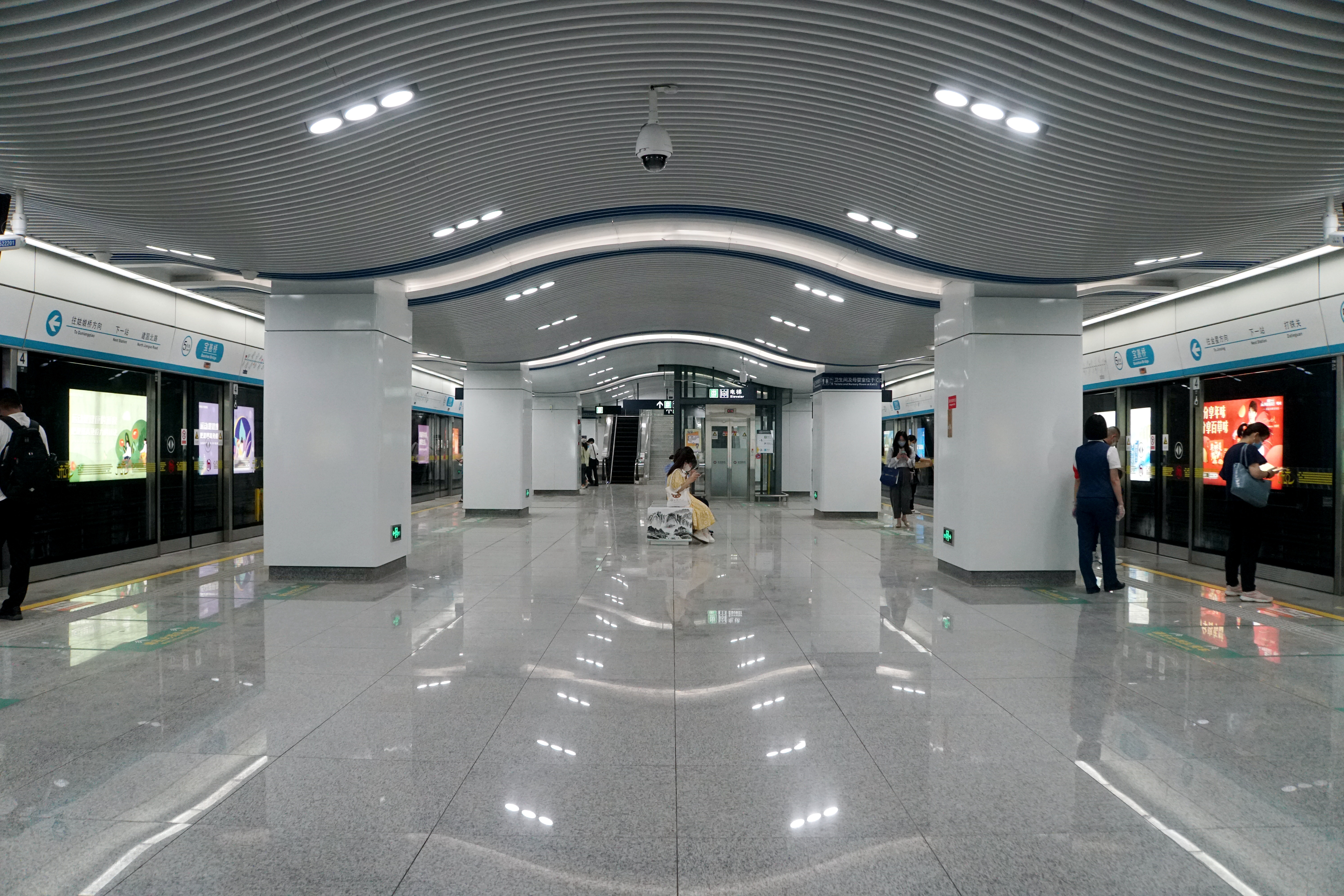
ホーム
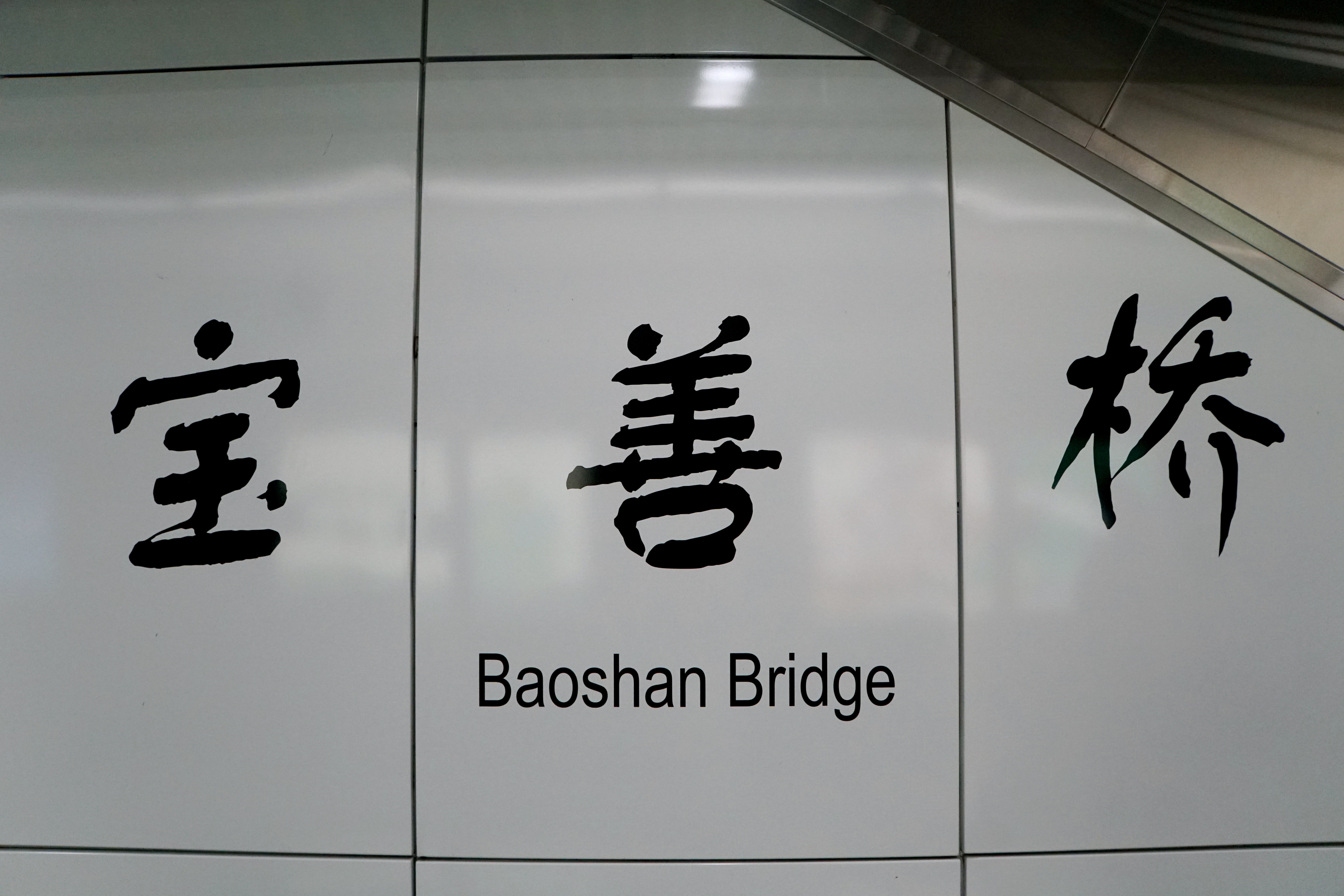
駅名

## 駅周辺
- リーズ・シティアパート
- 東河春暁レジデンス
- 宝善ホテル
- 宝善レジデンス
- 体東社区
- 永康苑
- 雲裳レジデンス
- 華源発展ビル
- 海華プラザ

## 隣の駅
杭州地下鉄
■ 5号線
打鉄関駅 - 宝善橋駅 - 建国北路駅